# زالاوا
زالاوا فیلمی ایرانی به کارگردانی ارسلان امیری و تهیه‌کنندگی روح‌الله برادری و سمیرا برادری و نویسندگی ارسلان امیری، آیدا پناهنده و تهمینه بهرام محصول سال ۱۳۹۹ است. پخش بین‌المللی این فیلم توسط کمپانی دانمارکی LevelK انجام می‌شود. زالاوا نخستین فیلم ارسلان امیری به عنوان کارگردان بوده و نوید پورفرج، پوریا رحیمی سام، و هدی زین‌العابدین از بازیگران این فیلم هستند. زالاوا، جایزهٔ بزرگ بهترین فیلم از سی و ششمین دورهٔ هفتهٔ بین‌المللی منتقدان فیلم ونیز و جایزهٔ بهترین فیلم از نگاه هیئت داوران از فدراسیون بین‌المللی منتقدان فیلم (فیپرشی) را دریافت کرد.

## خلاصهٔ داستان
داستان زالاوا در اواخر دههٔ ۱۳۵۰ خورشیدی روی می‌دهد و راوی اتفاقی است که باعث ترس مردم شده و رئیس پاسگاه تلاش می‌کند تا امنیت را به روستا بازگرداند.

## زبان فیلم
ارسلان امیری کارگردان فیلم اظهار داشته که در ابتدا قصد داشته که فیلم خود را به زبان کُردی بسازد اما در سینمای ایران پیدا کردن سرمایه برای فیلمی به زبان کُردی که پروداکشن آسانی ندارد، بسیار سخت است؛ بنابراین، ابتدا زبان فیلم به فارسی تغییر داده شد و در نهایت فیلم به دو زبان فارسی و کُردی ساخته شده‌است.

## بازیگران
| بازیگر           | نقش                |
| ---------------- | ------------------ |
| نوید پورفرج      | استوار مسعود احمدی |
| پوریا رحیمی‌سام   | آمردان (جنگیر)     |
| هدی زین‌العابدین  | ملیحه              |
| باسط رضایی       | یونس (سرباز)       |
| فریدون حامدی     | آموسی              |
| شاهو رستمی       | خلج                |
| مهسا حجازی       | دختر خلج           |
| لیلا بیگی        | لیلا               |
| زاهد زندی        | استوار امینی       |
| صالح رحیمی       | آرحیم              |
| هادی احمدی       | سرباز              |
| داریوش کریم رئوف | اهالی زالاوا       |
| سالار زارعی      | اهالی زالاوا       |
| مسعود بیگی       | اهالی زالاوا       |
| کردوان بوستان    | نوازنده            |
| وریا امینی       | اهالی زالاوا       |
| اسد هوشمند       | اهالی زالاوا       |
| آذین کنعانیان    | اهالی زالاوا       |
| رومینا حاجی حسنی | اهالی زالاوا       |
| نارین ملکی       | اهالی زالاوا       |
| کیوان شیخ احمدی  | اهالی زالاوا       |

## حضور در جشنواره‌ها
| سال  | کشور                | رویداد                                          | بخش جشنواره      | تاریخ نمایش           |
| ---- | ------------------- | ----------------------------------------------- | ---------------- | --------------------- |
| ۱۳۹۹ | ایران               | سی و نهمین دوره جشنواره فیلم فجر                | سودای سیمرغ      | ۱۵ بهمن ۱۳۹۹          |
| ‎۱۴۰۰ | ایتالیا             | هفتاد و هشتمین دوره جشنواره فیلم ونیز           | هفته منتقدان     | ۱۶ الی ‎۱۸ شهریور ۱۴۰۰ |
| ‎۱۴۰۰ | کانادا              | جشنواره بین‌المللی فیلم تورنتو                   | جنون نیمه شب     | ‎۲۳ شهریور ۱۴۰۰        |
| ۱۴۰۰ | ایالات متحده آمریکا | شانزدهمین دوره Fantastic Fest                   | موج بعدی         | ۱ الی ۸ مهر ۱۴۰۰      |
| ۱۴۰۰ | برزیل               | چهل و پنجمین جشنواره بین‌المللی فیلم سائو پائولو | کارگردان‌های جدید | از ۲۹ مهر تا ۱۲ آبان  |
| ۱۴۰۰ | ایالات متحده آمریکا | دوره سی‌ام جشنواره فیلم فیلادلفیا                | چشم‌انداز ایران   | ۲ تا ۹ آبان           |
| ۱۴۰۰ | هنگ‌کنگ              | جشنواره بین‌المللی فیلم هنگ‌کنگ                   | Crake            | ‎۱۵ آبان ۱۴۰۰          |
| ۱۴۰۰ | مکزیک               | چهاردهمین دوره جشنواره فیلم موربیدو             | رسمی             | ۶ تا ۱۱ آبان          |
| ۱۴۰۰ | اقلیم کردستان عراق  | هشتمین دورهٔ جشنواره بین‌المللی فیلم دهوک         | سینمای کُردی      | ۲۰ تا ۲۷ آبان         |

## جوایز
- برنده جایزه نقدی از شورای فیلم کره‌ای برای طرح و فیلمنامه زالاوا در انجمن تأمین مالی فیلم آسیا - هنگ‌کنگ در سال ۱۳۹۸[۲۳]
- کسب حمایت مالی از صندوق فیلم یوتبری گوتبورگ در سوئد برای مرحله پس‌تولید زالاوا در سال ۱۴۰۰[۲۴]
- برنده جایزهٔ بزرگ بهترین فیلم از سی و ششمین دورهٔ هفتهٔ بین‌المللی منتقدان فیلم ونیز در سال ۱۴۰۰[۳]
- برنده جایزه بهترین فیلم از نگاه هیئت داوران از فدراسیون بین‌المللی منتقدان فیلم (فیپرشی) از هفتاد و هشتمین دوره جشنواره فیلم ونیز در سال ۱۴۰۰[۸]
- برنده جایزه بهترین فیلم در بخش رقابتی Next Wave در شانزدهمین دوره جشنواره Fantastic Fest آمریکا[۲۵]

| بخش                        | نامزد                                    | نتیجه    | جایزه        |
| -------------------------- | ---------------------------------------- | -------- | ------------ |
| بهترین بازیگر نقش مکمل مرد | پوریا رحیمی‌سام                           | برنده    | سیمرغ بلورین |
| بهترین فیلمنامه            | ارسلان امیری آیدا پناهنده و تهمینه بهرام | برنده    | سیمرغ بلورین |
| بهترین فیلم‌برداری          | محمد رسولی                               | برنده    | دیپلم افتخار |
| بهترین کارگردان اول        | ارسلان امیری                             | برنده    | سیمرغ بلورین |
| بهترین فیلم                | روح‌الله برادری سمیرا برادری              | نامزدشده | سیمرغ بلورین |
| بهترین کارگردانی           | ارسلان امیری                             | نامزدشده | سیمرغ بلورین |
| بهترین بازیگر نقش اول مرد  | نوید پورفرج                              | نامزدشده | سیمرغ بلورین |
| بهترین صداگذاری            | امیرحسین قاسمی                           | نامزدشده | سیمرغ بلورین |
| بهترین طراحی لباس          | محمدحسین کرمی                            | نامزدشده | سیمرغ بلورین |
| بهترین صدابرداری           | رشید دانشمند                             | نامزدشده | سیمرغ بلورین |

## نقدهای داخلی و بین‌المللی

### ورایتی
آلیسا سایمون منتقد سینمای جهان در مجله سینمایی ورایتی در مورد فیلم سینمایی زالاوا به کارگردانی ارسلان امیری نوشت:
ارسلان امیری در اولین فیلم بلند خود، چرخشی تازه را در قراردادهای ژانری ایجاد کرده‌است؛ فیلمی که با لحن طنزآمیز زیرکانهٔ خود، آهسته به سمت تراژدی می‌رود و در آن باورهای علمی در برابر خرافات قرار می‌گیرند و این موضوعی است که در دنیای امروز طنین قدرتمندی دارد.
سایمون در بخش دیگری از این نقد، آورده‌است:
امیری و همکاران‌فیلمنامه‌نویس، آیدا پناهنده و تهمینه بهرام صحنهٔ اولین تقابل استوار و جن‌گیر را چنان جذاب به نگارش درآورده‌اند که کل صحنه، تبدیل به یک زورآزمایی چند راندی می‌شود و فاتح این نبرد، «استوار» است که با بازداشت کردن «آمردان» باعث خشم اهالی می‌شود. در پاسگاه، دوربین با حرکاتی خاص سینمای وحشت، از یک بطری خالی ترس و دلهره خلق می‌کند. 
در ادامه نقد مجله آمریکایی ورایتی آمده‌است:
در حالی‌که می‌توان فیلم را به عنوان چیزی نو و تازه در سینمای ژانر ایران مورد تحسین قرار داد، محتوای تمثیلی فیلم، بسیار بیش از این جذاب است. اهریمن می‌تواند استعاره‌ای از بیماری کووید-۱۹ (کرونا) باشد زیرا که همچنان نبرد بین علم و خرافات در سراسر جهان ادامه دارد.
آلیسا سایمون در پایان نقدش نوشته‌است:
با این‌که فیلم، با بودجهٔ نسبتاً کمی ساخته شده، دستاوردهای فنی آن قابل ستایش است. موقعیت دوربین در جاده‌های پرپیچ و خم کوهستانی یادآور سینمای عباس کیارستمی است و البته محمد رسولی مدیر فیلمبرداری این اثر، خوب می‌داند چطور با دوربینش در صحنه‌های ترسناک ما را میخ‌کوب کند. در همین حال، تدوین عمادخدابخش و موسیقی فضاساز رامین کوشا هم به حفظ تنش در کل اثر کمک کرده‌اند.

### مسعود فراستی
مسعود فراستی دربارهٔ فیلم زالاوا در برنامه «هفت» ۱۶ بهمن ۱۳۹۹ گفت:
برعکس همه فیلم اولی‌ها که دوربین‌شان تکان بی‌مورد و اطوار دارد، دوربین «زالاوا» اصلاً اطوار ندارد. دوربین بسیار معقولی است که تعجب کردم برای فیلم اولی است.
فراستی به تعبیر دیگری از جّن در سینما اشاره کرد و گفت:
برگمان چیزی حدود ۵۰ فیلم دارد. یک منتقد یک سال پیش از مرگش، از او دربارهٔ احساسش پس از ساخت این تعداد فیلم می‌پرسد و برگمان در پاسخی عجیب می‌گوید «این فیلم‌ها منجر شد که اجنه درون من کمی کنترل شوند. قبلاً هر زمان دل‌شان می‌خواست می‌آمدند و می‌رفتند اما الان بعد از ساخت این فیلم‌ها، کمی کنترل شدند! به نظر من این هنر نیست و صنایع دستی است!». حالا با «زالاوا»، برای اولین بار در سینمای ایران، بدون این‌که بحث جن خوب و بد مطرح شود، بحث حلول جن در جسم کسی را توضیح می‌دهد و مهم‌تر از همه مخاطب را می‌ترساند که این خوب است در حالی که فیلم رئال است.